# Gira Under
La Gira Under fue la primera gira realizada por la banda de rock argentina Soda Stereo entre diciembre de 1982 y mayo de 1984.

## Lista de canciones
1. Afrodisíacos
2. Sobredosis de TV
3. Demagogo
4. Trae Cola
5. Choripán
6. El héroe de la Serie
7. La vi parada ahí
8. La Calle Enseña
9. Tele-Ka
10. Te hacen falta vitaminas
11. Danza rota
12. Ecos
13. Un misil en mi placard
14. Mi Novia Tiene Bíceps
15. Dietético
16. ¿Por qué no puedo ser del Jet-Set?
17. El Tiempo es Dinero

## Fechas de la gira
| Fecha                   | Ciudad       | País       | Lugar                |
| Sudamérica              | Sudamérica   | Sudamérica | Sudamérica           |
| ----------------------- | ------------ | ---------- | -------------------- |
| 19 de diciembre de 1982 | Buenos Aires | Argentina  | Casa de Alfredo Lois |
| 22 de julio de 1983     | Buenos Aires | Argentina  | Airport              |
| 23 de julio de 1983     | Buenos Aires | Argentina  | Bar Einstein         |
| 29 de julio de 1983     | Buenos Aires | Argentina  | Stud Free Pub        |
| 7 de octubre de 1983    | Buenos Aires | Argentina  | Bar Zero             |
| 20 de enero de 1984     | Buenos Aires | Argentina  | Pinup                |
| 2 de febrero de 1984    | Buenos Aires | Argentina  | Cabaret Marabú       |
| 3 de febrero de 1984    | Buenos Aires | Argentina  | Cabaret Marabú       |
| 9 de febrero de 1984    | Buenos Aires | Argentina  | Cabaret Marabú       |
| 10 de febrero de 1984   | Buenos Aires | Argentina  | Cabaret Marabú       |
| 11 de febrero de 1984   | Buenos Aires | Argentina  | Cabaret Marabú       |
| 16 de febrero de 1984   | Buenos Aires | Argentina  | Cabaret Marabú       |
| 17 de febrero de 1984   | Buenos Aires | Argentina  | Cabaret Marabú       |
| 23 de febrero de 1984   | Buenos Aires | Argentina  | Cabaret Marabú       |
| 4 de mayo de 1984       | Buenos Aires | Argentina  | Pinup                |